# Витьбино (озеро)
Витьбино — озеро на северо-западе Тверской области, расположенное на территории Пеновского района.
Расположено в западной части района в 35 км к северо-западу от районного центра, поселка Пено. Лежит на высоте 234,0 м. Площадь водного зеркала — 4,2 км². В озеро впадают протоки, вытекающие из озер Дрыхлово и Лопастица, река Моссовица, вытекающая из озера Любино, а также реки Илиговка и Городня. Площадь водосбора озера — 190 км². Из восточной части озера Витьбино вытекает протока, впадающая в Пнёво. В западной части озера расположены несколько небольших островов. На южном берегу озера расположены две деревни: Витьбино и Нелегино.

## Данные водного реестра
По данным государственного водного реестра России относится к Верхневолжскому бассейновому округу, водохозяйственный участок реки — Волга от истока до Верхневолжского бейшлота, речной подбассейн реки — Волга до Рыбинского водохранилища. Речной бассейн реки — (Верхняя) Волга до Куйбышевского водохранилища (без бассейна Оки).
Код водного объекта в государственном водном реестре — 08010100111110000000247.